# Кулиш-Зиньков, Леонид Зиновьевич
Леонид Зиновьевич Кулиш-Зиньков (укр. Леонід Зіновійович Куліш-Зіньків; 2 мая 1942, село Кричильск, Сарненский район Ровенской области — 27 апреля 2007, Житомирская область) — украинский поэт и прозаик, известный своими стихами для детей и юмористической поэзией.
Окончил исторический факультет Луцкого педагогического института (1968) и большую часть жизни, до последних дней, преподавал в сельской школе в своём родном селе. Первая публикация в 1959 г. в Сарненской районной газете. Широко печатался в украинской периодике, опубликовал около 20 книг.
Лауреат Всеукраинского фестиваля юмора и сатиры «Нобельский лауреат» (2006)  (недоступная ссылка).

## Книги
- Горобці про літо мріють (1990)
- Як горобчик рахував (1990)
- Дівонька — круглая голівонька (1991)
- Чого мовчала мишка" (1991)
- Тридцять три сороки (1992)
- Гумористичне намисто (1992)
- Кіт чекає на обід (1993)
- Кричильські усмішки (1994)
- Цирк на дроті (1995)
- На веселій ноті (1998)
- Ковтьвертована валюта (2002)
- Із веселого коша Леоніда Куліша (2002)
- Хоробрий бобрик (2002)
- Багатий зайчик (2003)
- Операція Гарбуз (2003)
- В гості ящірка ходила (2003)
- Потіха з Кулішевого міха (2003)
- Сонячний дощик (2006)